# Guta
Guta är ett stadsdistrikt i Jinzhous stad på prefekturnivå i Liaoning-provinsen i nordöstra Kina. Det ligger omkring 200 kilometer väster om provinshuvudstaden Shenyang. 